# All the Colours of the World Are Between Black and White
All the Colours of the World Are Between Black and White é um filme de drama nigeriano de 2023 escrito e dirigido por Babatunde Apalowo em sua estreia como cineasta. A obra é estrelada por Tope Tedela, Riyo David, Martha Ehinome Orhiere e Uchechika Elumelu. O filme acompanha dois homens chamados Bambino e Bawa que se conhecem em Lagos durante um concurso de fotografia e ficam amigos. Explorando a cidade eles desenvolvem um forte carinho um pelo outro. Mas, devido às normas sociais sobre a homossexualidade, é desconfortável expressá-las.
Foi exibido na seção Panorama do 73º Festival Internacional de Cinema de Berlim, onde teve sua estreia mundial em 17 de fevereiro de 2023 e ganhou o Teddy Award de melhor longa-metragem com temática LGBTQ.

## Elenco
- Tope Tedela como Bambino
- Riyo David como Bawa
- Martha Ehinome Orhiere como Ifeyinwa
- Uchechika Elumelu como Mama
- Floyd Anekwe como Boss

## Desenvolvimento
O filme foi escrito e dirigido por Babatunde Apalowo em sua estreia na direção. Apalowo inicialmente conceituou o filme como uma homenagem à cidade de Lagos, onde o filme se passa. O diretor do filme considera Lagos um personagem do filme que influencia as ações dos demais personagens. Afirmou: “Lagos é uma cidade cheia de vida e energia, mas também pode ser perigosa e imprevisível”. Enquanto estudava na universidade, um amigo do diretor foi, na sua frente, linchado por uma multidão por causa de sua orientação sexual, o que o iniciou a fazer um filme com temática LGBT. O filme é produzido por Damilola Orimogunje.
Apalowo disse que o principal desafio durante a produção foi encontrar o elenco certo. Muitos atores masculinos de Nollywood recusaram os papéis principais com medo dos efeitos que isso poderia ter em suas carreiras devido à situação perigosa das pessoas LGBT na Nigéria. Tope Tedela e Riyo David como protagonistas principais, e Martha Ehinome Orhiere, Uchechika Elumelu e Floyd Anekwe foram escalados para desempenhar papéis coadjuvantes.

## Lançamento
All the Colours of the World Are Between Black and White estreou em 17 de fevereiro de 2023 no 73º Festival Internacional de Cinema de Berlim, na sessão Panorama. Michael Stütz, diretor da Panorama, citou especialmente o conceito visual do filme, bem como a relevância política do filme como razões para incluir o filme nessa categoria.
Foi relatado em 14 de fevereiro de 2023 que a Coccinelle Film Sales, com sede na Itália, adquiriu os direitos mundiais do filme.